# Synallaxis frontalis
A Synallaxis frontalis a madarak (Aves) osztályának verébalakúak (Passeriformes) rendjébe és a fazekasmadár-félék (Tyrannidae) családjába tartozó faj.

## Rendszerezése
A fajt August von Pelzeln osztrák ornitológus írta le 1859-ben.

## Alfajai
- Synallaxis frontalis frontalis Pelzeln, 1859
- Synallaxis frontalis fuscipennis Berlepsch, 1907[2]

## Előfordulása
Dél-Amerikában, Argentína, Bolívia, Brazília, Paraguay és Uruguay területén honos. Természetes élőhelyei a szubtrópusi vagy trópusi síkvidéki és hegyi esőerdők, lombhullató erdők, szavannák és cserjések, valamint másodlagos erdők és szántóföldek. Vonuló faj.

## Megjelenése
Testhossza 16 centiméter, testtömege 11-17 gramm.
|  |

## Életmódja
Kevés az információ, valószínűleg ízeltlábúakkal táplálkozik.

## Természetvédelmi helyzete
Az elterjedési területe rendkívül nagy, egyedszáma pedig növekszik. A Természetvédelmi Világszövetség Vörös listáján nem fenyegetett fajként szerepel.